# Reteporella pelecanus
Reteporella pelecanus is een mosdiertjessoort uit de familie van de Phidoloporidae. De wetenschappelijke naam van de soort is voor het eerst geldig gepubliceerd in 2001 door lopez de la Cuadra & Garcia-Gomez.